# Lovenia
Genre
Lovenia est un genre d'oursins irréguliers de la famille des Loveniidae.

## Description et caractéristiques

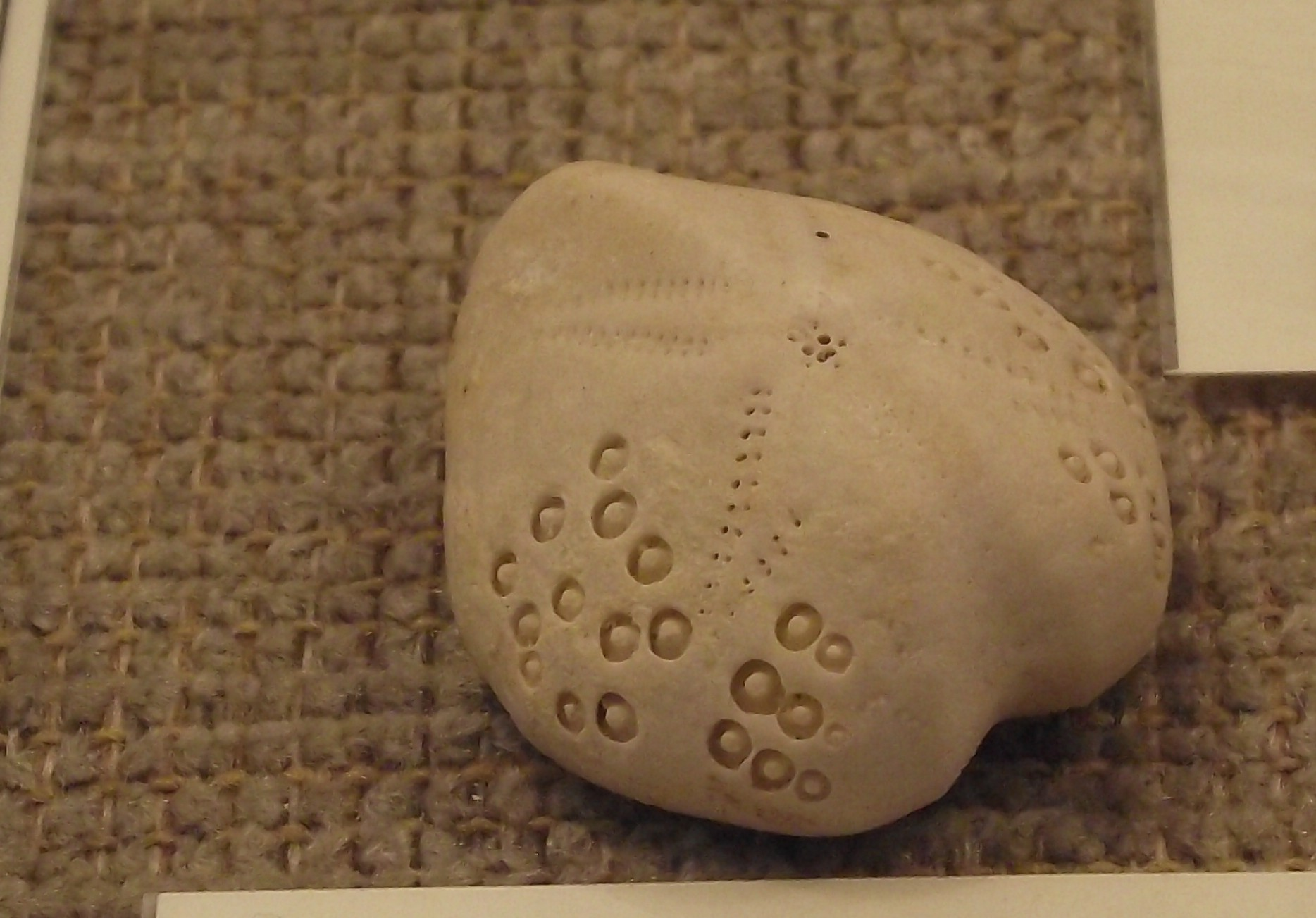
Lovenia forbesii

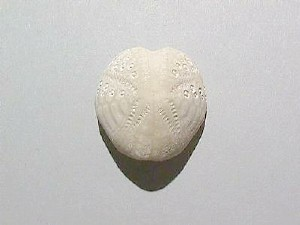
Lovenia woodsi

Ce sont des oursins irréguliers en forme de cœur vu du dessus. Une large bouche filtreuse est située sur la face inférieure de l'animal, et l'anus en position terminale arrière. Ils sont couverts de radioles (piquants) courtes et peu piquantes, et vivent enterrés dans le sédiment, qu'ils filtrent pour se nourrir : ils sont rarement aperçus vivants, mais leurs squelettes (« tests ») sont souvent retrouvés sur les plages.
Le test (coquille) est irrégulièrement ovale, avec des faces inférieure et supérieure presque plates et un sulcus antérieur peu profond. 
Le disque apical est ethmolytique, avec 4 gonopores. Les ambulacres antérieurs sont larges et légèrement enfoncés, les paires de pores et les podia sont spécialisés. 
Les tubercules adjacents à la dépression frontale sont épais et alignés. 
Les autres ambulacres sont alignés, pétalloïdes, s'élargissant vers l'apex. Les colonnes forment parfois des arcs continus latéralement. 
Le périprocte est submarginal, sur la face arrière verticale ; il peut être très invaginé. 
Le péristome est élargi horizontalement, en forme de rein. 
La plaque labrale est étroite et longue, en simple contact avec les plaques sternales. Les plaques sternales vont par paires, assez étroites et triangulaires, la tuberculation en étant confinée à la portion postérieure. 
La tuberculation aborale est généralement hétérogène, avec des tubercules grossiers éparpillés sur tous les ambulacres sauf le postérieur. Les tubercules primaires sont enfoncés. 
Les tubercules oraux sont proméinents latéralement, et alignés. Les aréoles sont enfoncées, et le parapet typiquement spiralé. 
Les fascioles sub-anale et interne sont bien développées, bilobés.
Les espèces se distinguent notamment par la forme du test et le nombre de paires de pores autour du fasciole subanal. 
Ce genre est apparu à l'Oligocène.

## Liste d'espèces
Selon World Register of Marine Species (12 novembre 2013) :
- Lovenia camarota H.L. Clark, 1917 -- Nord de l'Australie
- Lovenia cordiformis A. Agassiz, 1872 -- Pacifique est
- Lovenia doederleini Mortensen, 1950 -- Région Indonésie-Philippines
- Lovenia elongata (Gray, 1845) -- Indo-Pacifique tropical
- Lovenia gregalis Alcock, 1893 -- de l'Australie au Japon
- Lovenia grisea A. Agassiz & H.L. Clark, 1907 -- Hawaii
- Lovenia hawaiiensis Mortensen, 1950 -- Hawaii
- Lovenia lata Shigei, 1981 -- Japon
- Lovenia subcarinata (Gray, 1845) -- Asie orientale
- Lovenia triforis Koehler, 1914 -- Asie orientale
- Lovenia alabamensis Cooke, 1959 †
- Lovenia baixodoleitensis Maury, 1934a †
- Lovenia forbesii (Tenison Woods, 1862) †
- Lovenia gigantae H. L. Clark, 1945 †
- Lovenia macrotuberculata Schaffer, 1960 †
- Lovenia mexicana Jackson, 1937 †
- Lovenia mortenseni Ctyroky, 1965 †
- Lovenia similis H. L. Clark, 1945 †

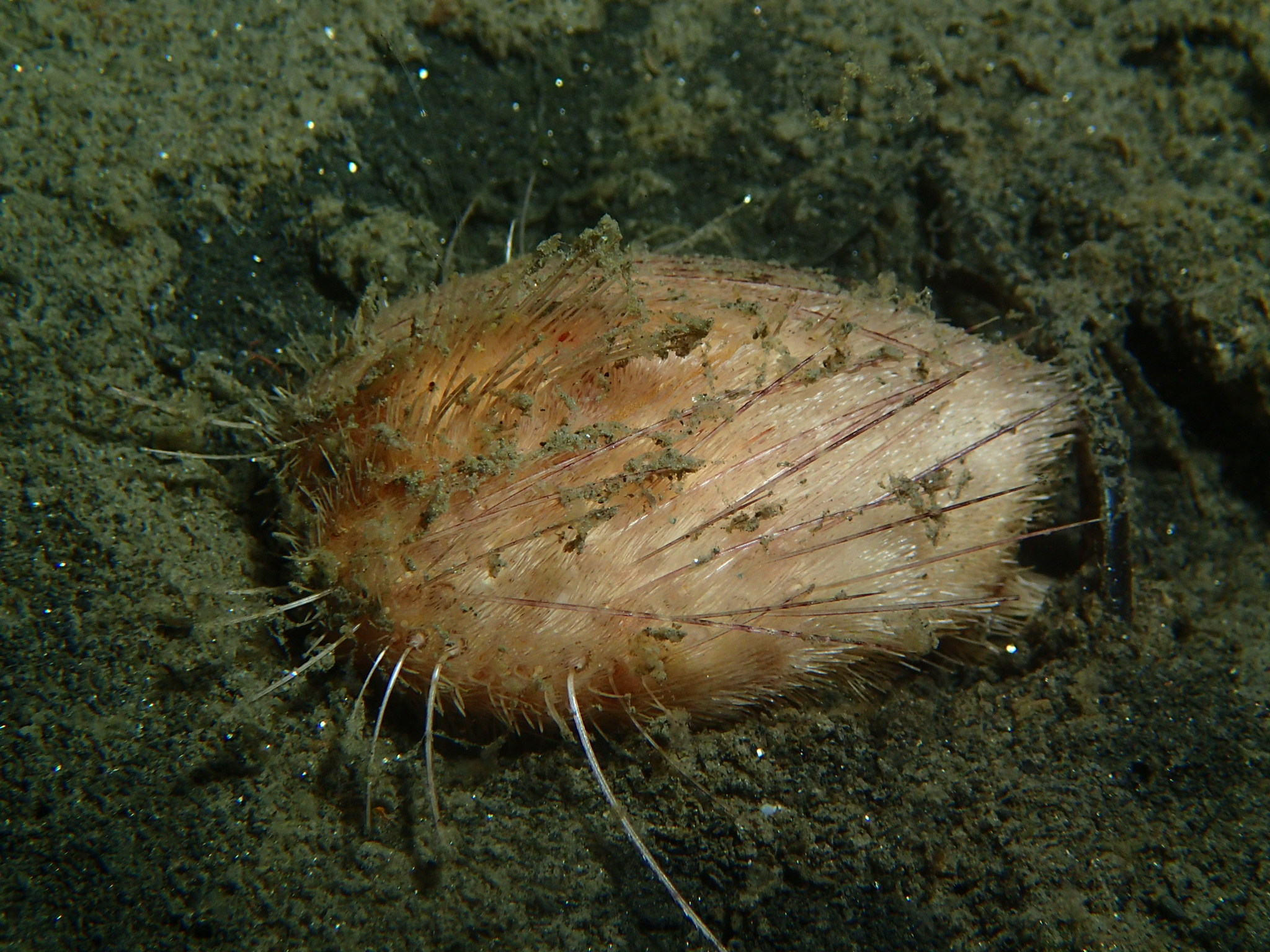
Lovenia cordiformis
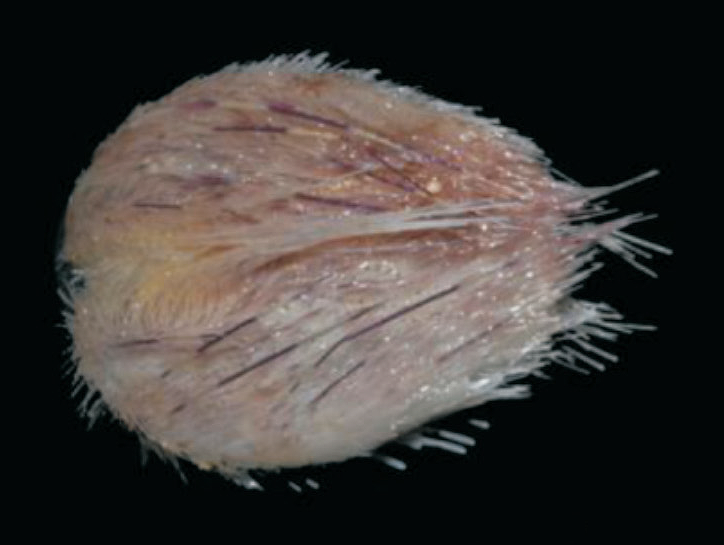
Lovenia elongata
Lovenia doederleini
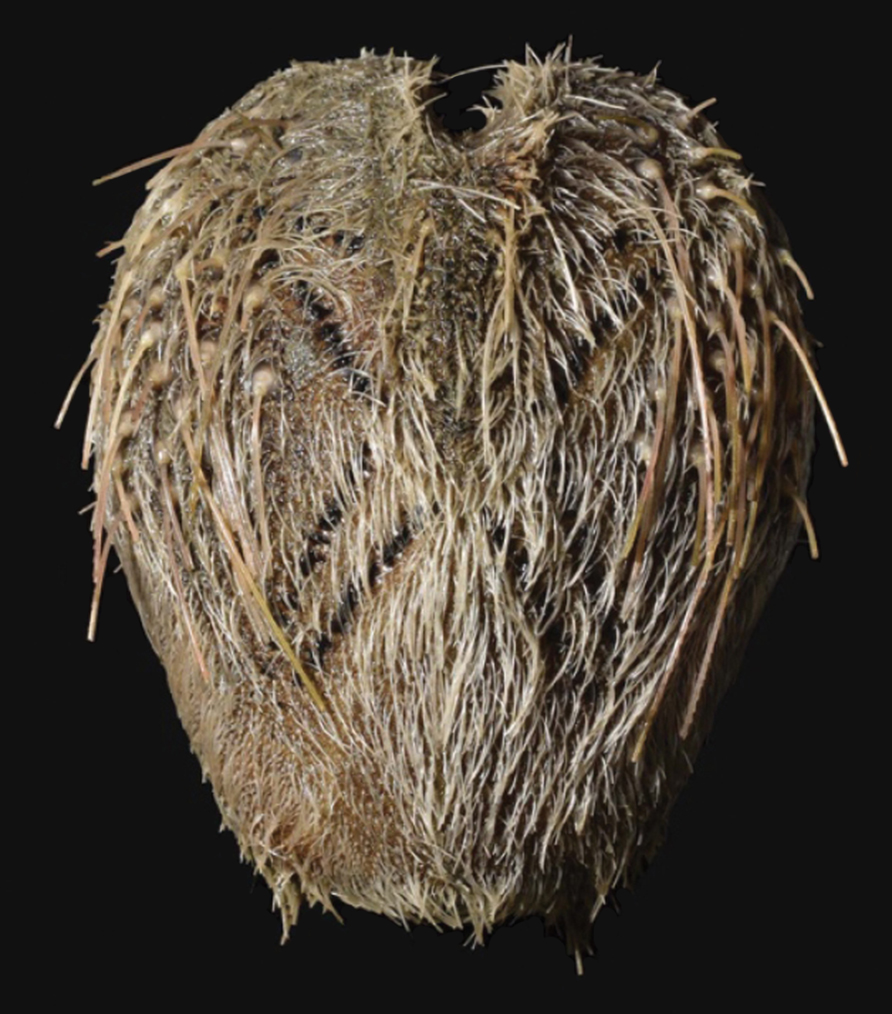
Lovenia gregalis
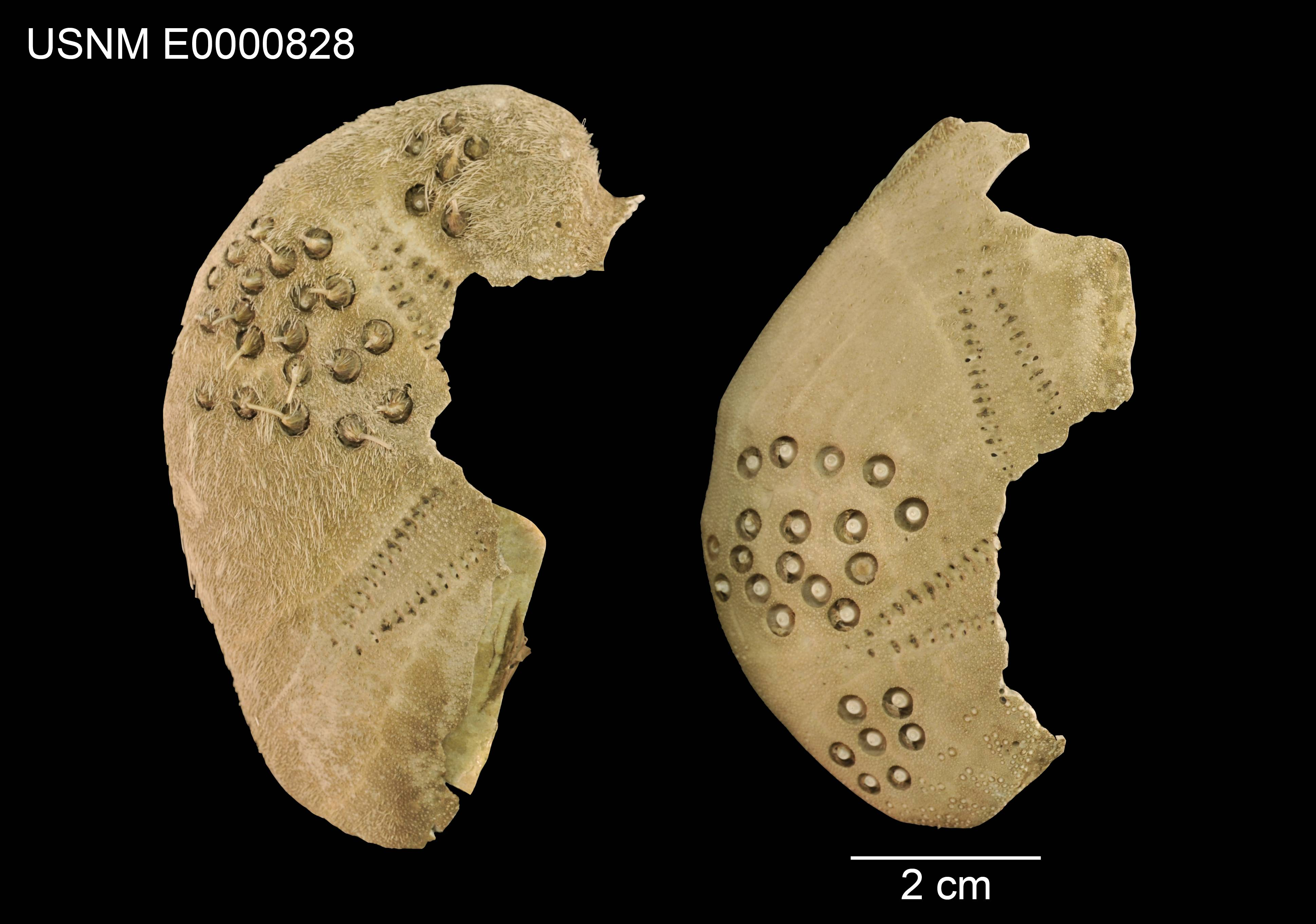
Lovenia grisea
Lovenia hawaiiensis
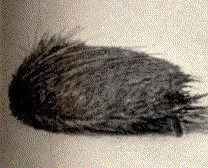
Lovenia cordiformis